# Шоиму (Телеорман)
Шоиму (рум. Șoimu) насеље је у Румунији у округу Телеорман у општини Смардиоаса. Oпштина се налази на надморској висини од 26 m.

## Становништво
Према подацима из 2002. године у насељу је живело 590 становника, од којих су сви румунске националности.